# Az Amerikai Egyesült Államok vasúti közlekedése

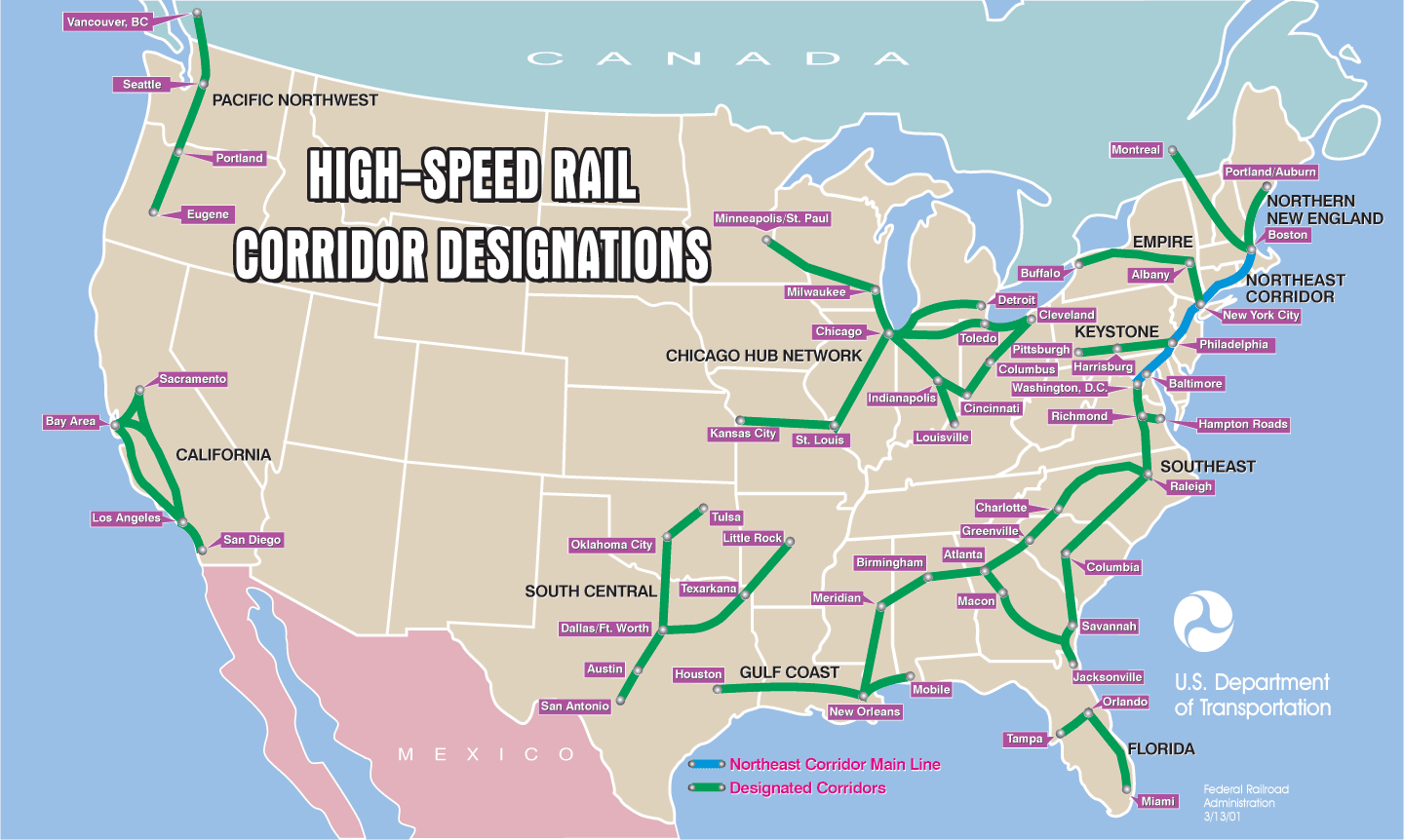
Az USA tervezett nagysebességű hálózata

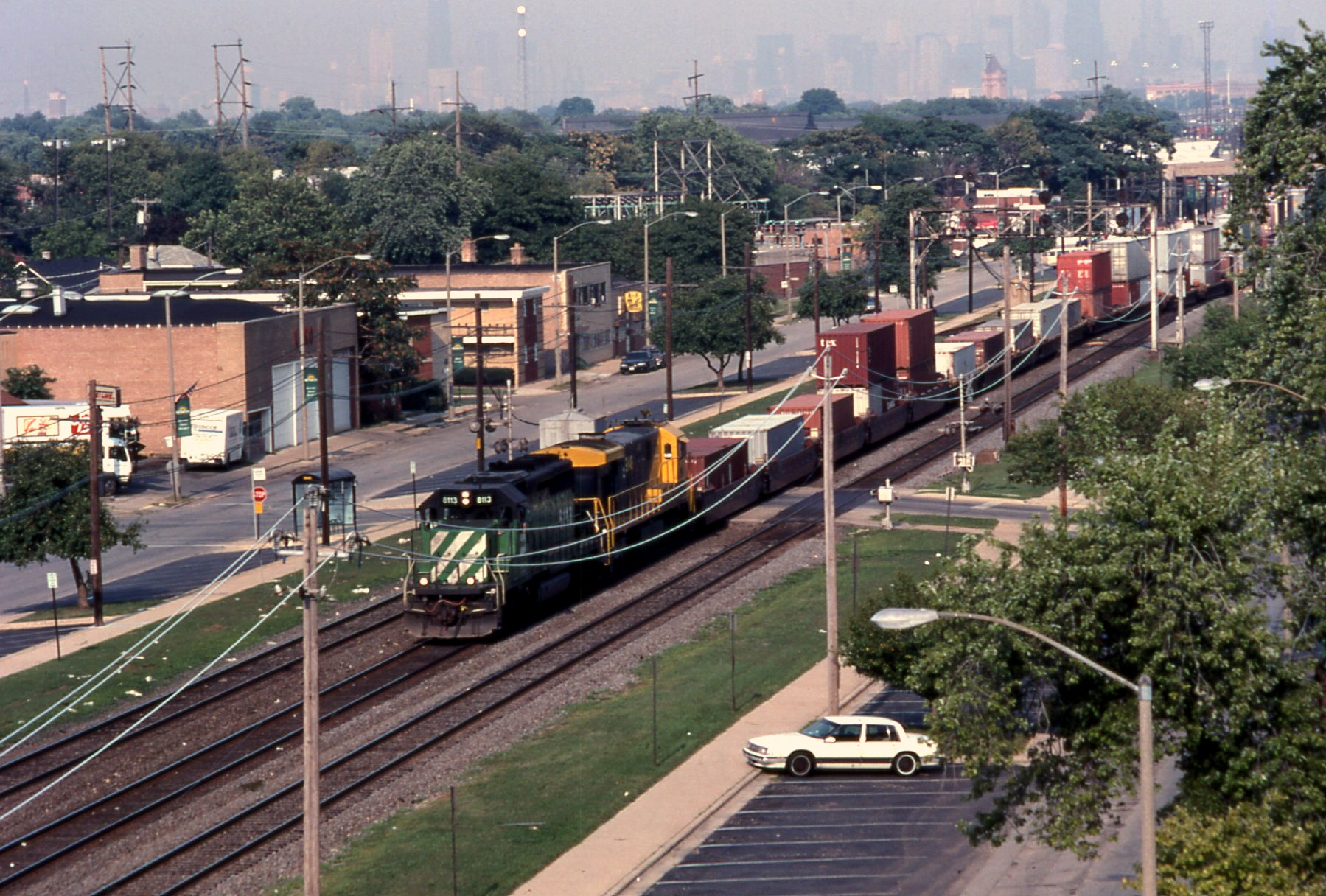
Tehervonat az USA-ban

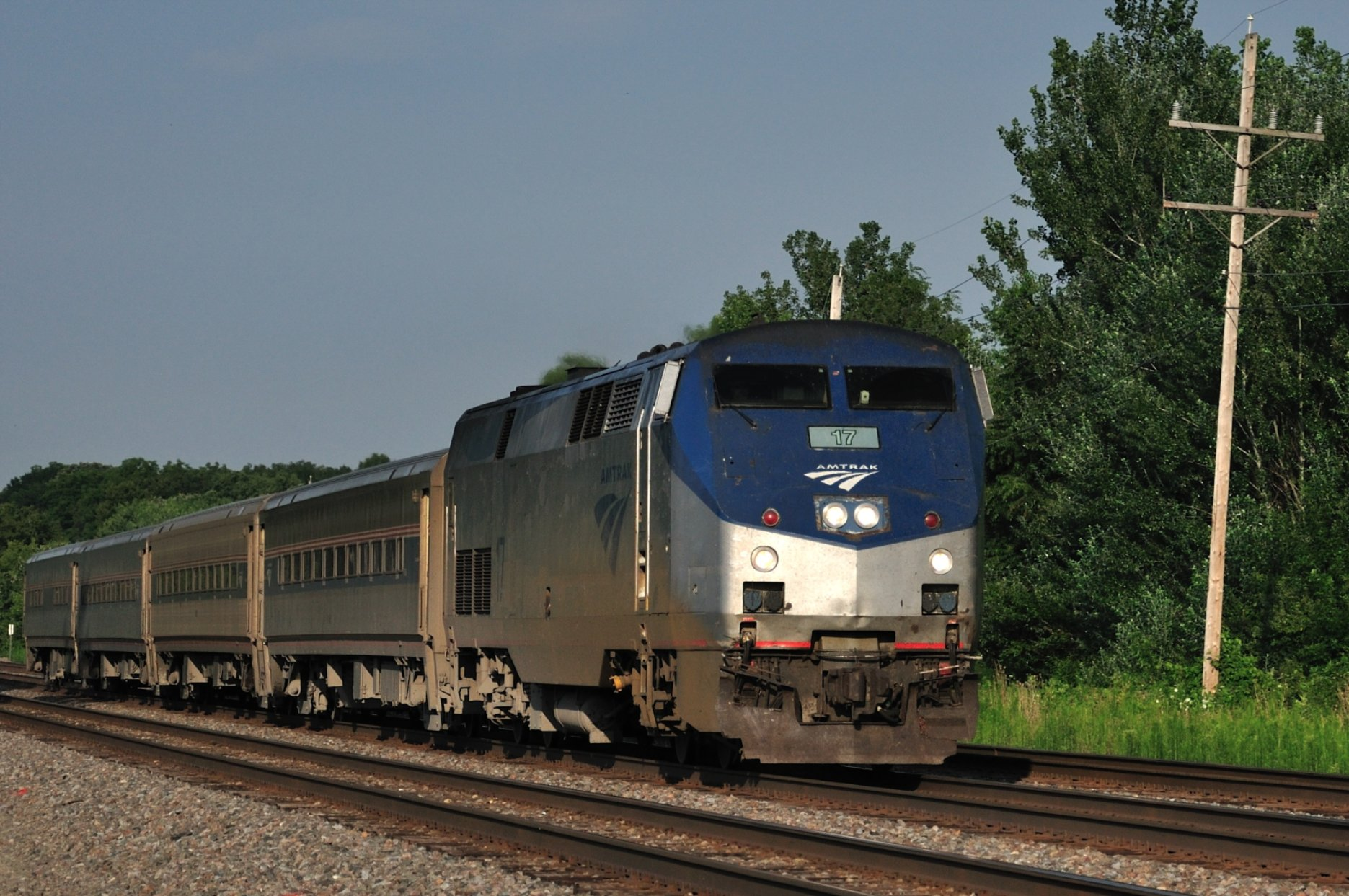
Amtrak személyszállító vonat

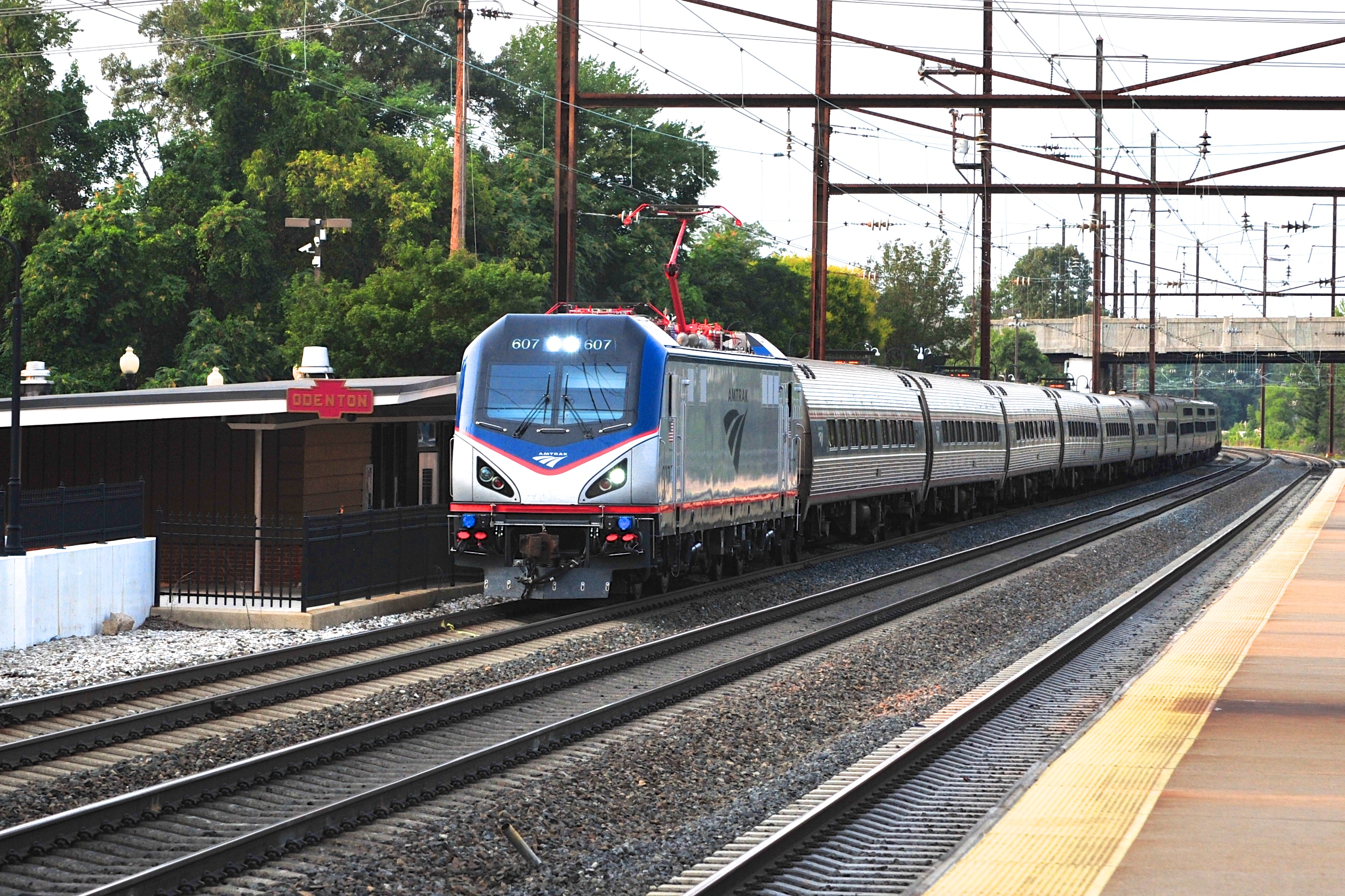
A Silver Meteor

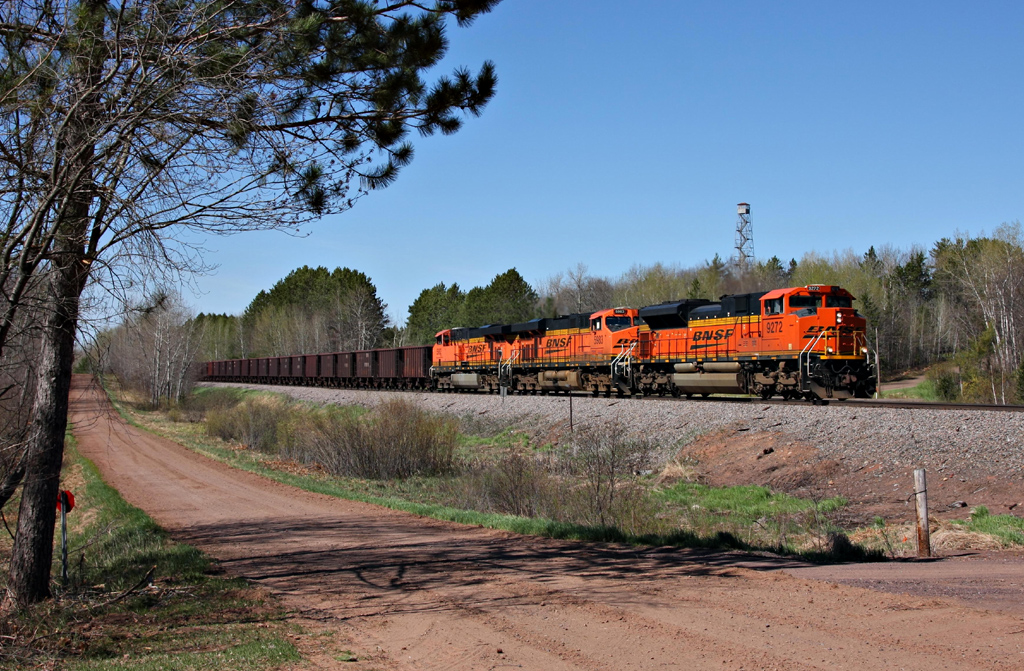
BNSF vasércszállító tehervonat

Az USA vasútjainak legfontosabb feladata a nagy távolságú, nagy tömegű teherszállítás. A teherszállítás magántársaságok kezében van, akik a pályát is üzemeltetik. Személyszállítás a legtöbb vonalon nincs. A vasútvonalak teljes hossza 293 564 km, normál nyomtávú.

## Története
Az USA-ban az első gőzmozdony, becenevén John Bull, még Angliából érkezett. Azonban hamarosan beindult az amerikai mozdonygyártás is, figyelembe véve a helyi igényeket. Ezzel született meg a jellegzetes amerikai gőzmozdonytípus. A mozdonyoknak szükségük volt nagy és erős pályakotróra, erős világításra, de ehhez mégis alacsony tengelyterhelés kellett, hogy ne rongálja meg a gyorsan és egyszerűen fektetett vágányokat.
Észak-Amerikában Európával szinte egyidejűleg vette kezdetét a nagy ütemű vasútépítés. 1829-ben nyílt meg az első észak-amerikai gőzvontatású vasútvonal. 40 évvel később már New Yorktól San Franciscóig lehetett vonattal utazni.
Hamarosan több ezer kilométer pálya épült mindkét parton, majd megkezdődött az Amerikai Egyesült államok első transzkontinentális vasútvonalának az építése is. A pálya rekordgyorsasággal készült el, hét évvel korábban, mint előzetesen tervezték. A vasút lehetővé tette a vadnyugat gyors benépesítését európai telepesekkel. A civilizáció gyors előrenyomulása, élén a Tüzes lóval, az indián kultúra szinte teljes pusztulását okozta.
Ezzel létrejött az ország keleti partja, az Atlanti- és a nyugati part, a Csendes-óceán közötti, kb. 5000 km hosszú vasúti összeköttetés, bekapcsolva az ország gazdasági vérkeringésébe a mezőgazdasági és ipari művelésre alkalmas területeket. Ebben az időszakban a vonatok menetsebessége általában nem haladta meg a 80 km/h-t. A közbenső szükséges megállások – utascsere, vízvétel, tűzkezelés, személyzetváltás stb. – miatt a tényleges utazási sebesség kb. 50 km/h lehetett. Ebből következett, hogy egy nap (24 óra) alatt megtehető út kb. 1200 km, vagyis a két tengerpart közötti út megtételéhez mintegy négy napra volt szükség.
A hosszú utazás fáradalmainak enyhítésére az ülőhelyes kocsik mellett, a tehetősebb utasok részére „felár” ellenében fekvőhelyes hálókocsit soroltak meghatározott, menetrend szerint közlekedő vonatokba. Pullman George Mortimer (1831–1897) amerikai feltaláló, majd gyáros, a róla elnevezett forgóvázas, négytengelyű vasúti személykocsi gondolatával, majd megvalósításával (1864) jelentőset alkotott. Megszületett a távolsági személyszállítási igény kielégítésére alkalmas személykocsi: a 4 tengelyű, forgóvázas, középátjárós Pullman-kocsi. E kocsi nappali használatban két üléssoros, középátjárós, egyszerű termes személykocsi. Este a szemközti üléseket összehúzták – ez lett az alsó fekhely –, és a tetőhajlásba felcsukott felső ágyat lehajtva egy második utas számára biztosítottak fekvőhelyet. Az ágyak hosszirányba feküdtek, így a kocsin – középen – éjjel is végig lehetett menni.
A klasszikus Pullman-hálókocsi meglehetősen tömegszállás-jellegű volt, Európában nem is terjedt el. Ma már hazájában is korszerűtlen. Az újabb megoldások szeparált fülkékkel épültek.

## Személyszállítás
A távolsági személyszállítás az Amtrak feladata.
A National Railroad Passenger Corporation, amely Amtrak néven működik (/ˈæmtræk/; jelentési jelölések: AMTK, AMTZ), az Amerikai Egyesült Államok nemzeti személyszállító vasúttársasága. Wyoming és Dél-Dakota kivételével minden amerikai államban, valamint három kanadai tartományban üzemeltet intercity vasúti szolgáltatásokat. Az Amtrak az America és a track szavak összevonásából származik.
Az Amtrakot 1971-ben alapították kvázi állami vállalatként, hogy számos amerikai személyszállítási vasútvonalat üzemeltessen. Az Amtrak állami és szövetségi támogatásokat kap, de profitorientált szervezetként működik. A társaság székhelye Washingtonban, az Union Stationtől egy háztömbnyire nyugatra található. Az Amtrakot egy igazgatótanács vezeti, amelynek két tagja a közlekedési miniszter és az Amtrak vezérigazgatója, míg a többi nyolc tagot ötéves mandátumra nevezik ki.
Az Amtrak hálózata több mint 500 állomást foglal magában, 21 400 mérföld (34 000 km) pályahosszúsággal. Közvetlenül körülbelül 623 mérföld (1003 km) pályahosszúságot birtokol, és további 132 mérföld (212 km) pályahosszúságot üzemeltet; a fennmaradó pályahosszúság más vasúttársaságok tulajdonában lévő vasútvonalakon található. Míg a legtöbb pálya sebessége 79 mph (127 km/h) vagy annál kevesebb, több vonalat felújítottak, hogy 110 mph (180 km/h) maximális sebességet tudjanak elérni, és a Northeast Corridor egyes szakaszai 160 mph (260 km/h) maximális sebességet támogatnak.
Rövidebb vonalakon, elővárosi vonatokat és kirándulóvonatokat más társaságok is üzemeltetnek.

### Nagysebességű közlekedés
Az USA-ban jelenleg csak egy vonalon zajlik nagysebességű közlekedés: A Northeast Corridoron Washington és Boston között. Számos terv készült azonban a hálózat bővítésére, mint például Kalifornia államban a California High-Speed Rail.
Az Egyesült Államok elnöke, Barack Obama, és az elnökhelyettes Joe Biden, egy 8 milliárd dollár értékű projektnek a részleteit közölték egy tájékoztatón 2010-ben. A nagy ívű terv a vasúti városközi távolsági személyszállítás fejlesztésének szövetségi pénzből finanszírozását, és az ország első igazi nagysebességű vonalának, a Florida High Speed Rail megépítését jelenti. A bejelentés helyszínéül a floridai Tampát választották ki, mivel ez a város lesz az egyike, amelyet a jövőbeli új nagysebességű vasútvonal fog kiszolgálni. A pénz több mint a negyedét Kalifornia kapja, először 2,25 milliárd dollárt az Anaheim–Los Angeles–San Francisco nagysebességű vonal építésére. Kalifornia Nagysebességű Hivatala kijelentette, alapvető áttörés következik be a 836 kilométeres vonalon jövő évben, melynek befejezését 2020-ra tervezik. Chicago–St. Louis vonal felújítására 1,1 milliárd dollárt különítettek el. A vonalat 177 km/h-s sebességre építik át, beleértve természetesen a vonatirányítási rendszer, biztosítóberendezések felújítását is. Számos további vasútvonal felújítására is sor kerül, a szintbeli keresztezések megszüntetésére. Jelentkeztek a járműgyártók is, szeretnének a jármű-megrendelésekből részesedni.
Az alábbi vonalak építésére, felújítására kerül sor:
- Kalifornia nagysebességű vonal - 2300 millió dollár
- Florida nagysebességű vonal - 1200 millió dollár
- Chicago–St. Louis–Kansas City - 1100 millió dollár
- Minneapolis–Milwaukee–Chicago - 823 millió dollár
- Charlotte–Richmond–Washington DC - 620 millió dollár
- Detroit–Chicago - 244 millió dollár
- New Haven–Spingfield–St. Albans - 160 millió dollár
- New York–Albany–Montréal - 151 millió dollár
- Boston–New York–Washington DC - 112 millió dollár
- Brunswick/Portland–Boston - 35 millió dollár
- Philadelphia–Pittsburgh - 27 millió dollár
- Cleveland–Cincinnati - 40 millió dollár
- Kisebb projektek - 1188 millió dollár

Összesen: 8000 millió dollár.

## Teherszállítás
Napjainkban a vasútra nagy szerep hárul, az összes teherszállításból kb. 30%-kal részesedik. Vonatok szállítják a szén 70%-át, a konzervek és a fagyasztott élelmiszerek 74%-át, a hús- és tejtermékek 45%-át, a háztartási készülékek 45%-át, az autók és autóalkatrészek 76%-át, a celluóz és papíráru 86%-át, az épületfa 78%-át, a vegyi anyagok 63%-át, és a fém félkésztermékek 68%-át.

## Érdekesség
Az egész amerikai kontinens legészakibb vasúti állomása az alaszkai Fairbanksben található, és a legnyugatibb is ugyanitt, ezen a vonalon, Talkeetna városában van.

## A legfontosabb társaságok
- Amtrak
- BNSF
- Canadian National Railway
- Canadian Pacific Railway
- CSX Transportation
- Kansas City Southern Railway
- Norfolk Southern Railway
- Union Pacific Railroad

## Lásd még
- Super C - az USA leggyorsabb tehervonata

## Vasúti kapcsolata más országokkal
- Mexikó - van, azonos nyomtáv
- Kanada - van, azonos nyomtáv
- Oroszország - nincs; tervezés alatt, eltérő nyomtáv